# Rio Grebla (Dorna)
O Rio Grebla é um rio da Romênia, afluente do Dornişoara, localizado no distrito de Suceava.